# Alvand (Qazvin)
Pour l’article homonyme, voir Alvand.
Alvand ville de la province de Qazvin proche d'un sommet appelé Alvand Dagh.